# Brevipalpus olivicola
Brevipalpus olivicola är en spindeldjursart som beskrevs av Pegazzano och Castagnoli 1972. Brevipalpus olivicola ingår i släktet Brevipalpus och familjen Tenuipalpidae. Inga underarter finns listade.